# حادثه شبانه (فیلم)
حادثه شبانه یا تصادف شبانه (به انگلیسی: Night Accident) فیلمی به کارگردانی تمیربک بیرنظرف محصول سال ۲۰۱۷ است.

## داستان
مردی ۷۰ ساله دیوانه‌وار در حال رانندگی است و ناگهان دختر جوانی را زیر می‌گیرد. پس از تصادف احساسات محبت‌آمیزی بین این دو شکل می‌گیرد.

## جشنواره جهانی فیلم فجر
این فیلم در بخش سینمای سعادت (مسابقه بین‌الملل) سی و ششمین جشنواره جهانی فیلم فجر حضور داشت. این جشنواره از ۳۰ فروردین تا ۶ اردیبهشت ۱۳۹۷ در شهر تهران برگزار شد.